# ائتلاف مطبوعات آزاد
ائتلاف مطبوعات آزاد (OFPC)، یک سازمان بین‌المللی برای حمایت از روزنامه‌نگاران و متشکل از ۴۰ رسانهٔ مطرح در سراسر جهان از جمله فوربز، بلومبرگ، آسوشیتدپرس، واشینگتن پست، یاهو نیوز، رویترز و تایمز است. این سازمان ماریا رسا برنده جایزه صلح نوبل و همچنین از ایران در سال ۲۰۲۰ محمد مساعد و سال ۲۰۲۱ کسری نوری را در فهرست ۱۰ روزنامه‌نگاری که در جهان زیر بیشترین فشار و آزارهای حکومتی هستند قرار داده‌است.

## هدف
ائتلاف از رسانه‌های بین‌المللی عضو خود برای حمایت از روزنامه‌نگاران مورد حمله برای پیگیری حقیقت در سراسر جهان استفاده می‌کند.
۴۰ رسانه عضو با ایجاد ائتلاف آزادی مطبوعات که متشکل از گروهی از سردبیران و ناشران برجسته است درصدد هستند تا از بسترهای جهانی و اجتماعی برای حمایت روزنامه‌نگارانی که در سراسر جهان مورد آزار و اذیت قرار گرفته‌اند، استفاده کنند.

## راه اندازی ائتلاف
ائتلاف مطبوعات آزاد به علت وجود روزنامه‌نگاران تحت تعرض در سراسر جهان، در جلسه شورای بین‌المللی رسانه در مجمع جهانی اقتصادی شکل گرفت و سردبیران ارشد سازمان‌های رسانه‌ای برجسته متعهد به استفاده از توان جمعی خود شدند تا با همکاری یکدیگر بتوانند برای اطلاع‌رسانی روزنامه‌نگاران تهدید شده در سراسر جهان تلاش کنند.

## اعضا
- Agencia EFE
- Al Jazeera Media Network
- AméricaEconomía
- The Associated Press
- Bloomberg News
- Boston Globe
- Corriere Della Sera
- De Standaard
- Deutsche Welle
- Estadão
- EURACTIV
- The Financial Times
- Forbes
- Fortune
- HuffPost
- India Today
- Insider Inc
- Le Temps
- Middle East Broadcasting Networks
- Office of Cuba Broadcasting
- Quartz
- Radio Free Asia
- Reuters
- The Straits Times
- Süddeutsche Zeitung
- TIME
- TV Azteca
- Voice of America
- The Washington Post
- Yahoo News

## شرکا
- بنیاد رسانه‌های بین‌المللی زنان[۸]
- کمیته حفاظت از روزنامه‌نگاران